# Visual Studio Code
Visual Studio Code je editor zdrojového kódu vyvíjený společností Microsoft pro operační systémy Windows, Linux a macOS. Obsahuje podporu pro Git (a pro GitHub), zvýraznění syntaxe, kontextový našeptávač a podporu pro ladění a refaktorizaci. Zdrojový kód je svobodný software pod licencí MIT. Sestavené verze nabízené přímo Microsoftem jsou freewarem obsahujícím telemetrii, ale existuje i komunitně sestavovaná varianta VSCodium. Editor je naprogramovaný v JavaScriptu a TypeScriptu.

## Historie
Visual Studio Code bylo poprvé oznámeno 29. dubna 2015 společností Microsoft na konferenci Build v roce 2015. Krátce poté byla vydána ukázka sestavení.
Dne 18. listopadu 2015 byl vydán zdrojový kód Visual Studio Code pod licencí MIT a zpřístupněn na GitHubu. Byla také oznámena podpora rozšíření. 14. dubna 2016 Visual Studio Code postoupilo z fáze veřejného náhledu a bylo uvolněno na web. Microsoft uvolnil většinu zdrojového kódu Visual Studio Code na GitHubu pod licencí MIT, zatímco verze od Microsoftu jsou proprietární freeware.